# Rothechtaid mac Main
Rothechtaid (fl. XIV-X secolo a.C.) figlio di Maen, figlio di Óengus Olmucaid, fu, secondo la tradizione leggendaria e storica, re supremo d'Irlanda.
Prese il potere uccidendo il precedente sovrano supremo, perché aveva ucciso suo nonno Énna Airgdech, nella battaglia di Raigne. Regnò per 22 anni. Il Lebor Gabála Érenn dà due versioni sulla sua morte: in una viene ucciso in combattimento a Cruachan da Sétna Airt, che combatteva per difendere il figlio Fíachu Fínscothach, nell'altra, invece, morì per le ferite a Tara. Goffredo Keating data il suo regno dal 1005 al 980 a.C. mentre gli Annali dei Quattro Maestri dal 1383 al 1358 a.C.